# Abraham Langschur
Abraham Langschur (geboren am 22. Juni 1841 in Ronsperg, Königreich Böhmen; gestorben am 3. September 1923 ebenda) war ein jüdischer Geschäftsmann in Böhmen.

## Leben
Abraham Langschur wurde am 22. Juni 1841 in Ronsperg (tschechisch: Poběžovice), Haus Nr. 45, als Sohn von Seligmann und Barbara Langschur geboren. Er besuchte die örtliche jüdische Schule und später die Mittelschule in Tachau. Nach dem Abschluss seiner Schulausbildung kehrte er nach Ronsperg zurück und heiratete am 16. Juli 1869 Pauline Grüner aus Tachau.
Bis 1905 pachtete Langschur die herrschaftliche Brauerei Austria, Haus Nr. 35 in der Judengasse, die sich unterhalb der Synagoge befand, und braute dort Gersten- und Weizenbier für Ronsperg und Umgebung. Später zog er mit seiner Familie in das Haus Nr. 8, wo er im Erdgeschoss ein Gemischt- und Eisenwarengeschäft betrieb. Einige Jahre leitete er auch die örtliche Sparkasse. 1913 wurde er in den örtlichen Stadtausschuss gewählt.
Langschur nahm aktiv am jüdischen Leben in Ronsperg teil. Mehr als 40 Jahre war er Mitglied der Beerdigungsbruderschaft. Sein ganzes Leben lang knüpfte er gute Verbindungen zwischen Juden und Katholiken.
Abraham Langschur starb am 3. September 1923 in Ronsperg, seine Frau starb fünf Jahre nach ihm. Das Ehepaar wurde auf dem jüdischen Friedhof in Poběžovice beerdigt. Das Grab wurde bei der Restaurierung des jüdischen Friedhofs gefunden, beschrieben und versetzt.

## Familie
Abraham und Pauline Langschur hatten zwölf Kinder. Drei Kinder starben in der frühen Kindheit. Einer seiner Söhne war der promovierte Lehrer Siegmund Langschur, geboren am 8. Juni 1884 in Ronsperg. Siegmund Langschur und seine Ehefrau Erna wurden im Zuge der Schoa in das Ghetto Baranawitschy deportiert und dort am 28. Juli 1942 ermordet. Zu seinem Andenken wird in Krnov jedes Jahr einem Schüler oder einer Schülerin des Gymnasiums ein Preis für außerordentliche Leistungen verliehen.